# Teodozjusz (Wasiliu)
Teodozjusz (gr. Επίσκοπος Θεοδόσιος, imię świeckie Teodoros Wasiliu) (ur. 1936 w Salaminie, zm. 6 lipca 2024) – duchowny Cerkwi Prawdziwych Prawosławnych Chrześcijan Hellady, od 1999 biskup Wrestheny.

## Życiorys
W 1978 został mnichem, a także otrzymał święcenia diakonatu i prezbiteratu. W 1999 otrzymał chirotonię biskupią.